# Andy Díaz
Andy Díaz Hernández (* 25. Dezember 1995 in Havanna) ist ein kubanisch-italienischer Leichtathlet, der sich auf den Dreisprung spezialisiert hat. Seinen größten Erfolg feierte er mit dem Weltmeisterschaftstitel bei den Hallenweltmeisterschaften 2025.

## Sportliche Laufbahn
Andy Díaz trat erstmals 2013 mit 17 Jahren in nationalen Dreisprungwettkämpfen an und erreichte dabei mit 15,63 m die größte Weite. Im Laufe der Saison 2014 konnte er sich stetig steigern und qualifizierte sich im Juli für die U20-Weltmeisterschaften in Eugene. In seiner Qualifikationsgruppe zog er mit der größten Weite in das Finale ein, in dem er sich nochmals bis auf 16,43 m steigerte und am Ende den vierten Platz belegte. 2015 trat bei den Nordamerikameisterschaften erstmals in einer internationalen Meisterschaft bei den Erwachsenen an. Bei dem Wettkampf in San José belegte er den fünften Platz. In der Saison 2016 trat er vorwiegend in nationalen Wettkämpfen an.
Im März 2017 stellte er in Havanna seine Bestleistung von 17,40 m auf und reiste anschließend zu den Weltmeisterschaften in London. Mit der drittbesten Weite seiner Qualifikationsgruppe qualifizierte er sich für das Finale. Dort steigerte er sich, im Vergleich zur Qualifikation, nochmal bis auf 17,13 m, womit er auf dem siebten Platz landete. Im Frühjahr 2018 trat er bei den Hallenweltmeisterschaften in Birmingham an. Dies stellte seinen ersten Wettkampf in der Halle auf internationalen Niveau dar. Mit 15,37 m scheiterte er in der Qualifikation. Im Juni 2019 gewann Díaz mit 16,83 m die Bronzemedaille bei den Panamerikanischen Spielen in Lima. Bei den anschließenden Weltmeisterschaften in Doha überstand er die Qualifikation nicht. 2021 trat er im Februar in Metz erstmals wieder bei einem internationalen Wettkampf in der Halle an, wobei er seine Hallenbestleistung auf 17,06 m um mehr als 1,5 m steigerte. Zudem konnte er den Wettkampf für sich entscheiden. Anfang Juni 2021 sprang er in Havanna mit 17,63 m eine neue Bestleistung und qualifizierte sich damit zum ersten Mal für die Olympischen Spiele. In Tokio trat er jedoch bei der Qualifikation verletzungsbedingt nicht an den Start und kehrte anschließend nicht nach Kuba zurück. Seitdem lebt und trainiert er in Italien. Zwei Jahre später siegte er Anfang Juni 2023 beim Diamond-League-Meeting in Florenz mit neuer Bestweite von 17,75 m. Seit August 2023 ist er italienischer Staatsbürger. Anfang September stellte er beim Diamond-League-Meeting in Xiamen mit 17,43 m einen neuen italienischen Nationalrekord auf.
Andy Díaz wurde 2017 und 2019 kubanischer Meister im Dreisprung. 2023 wurde er italienischer Meister in seiner Disziplin. Bei den Olympischen Spielen 2024 in Paris errang er die Bronzemedaille mit 17,64 m. Im Frühjahr 2025 feierte er mit dem Sieg bei den Hallenweltmeisterschaften in Nanjing seinen bislang größten sportlichen Erfolg.

## Wichtige Wettbewerbe
| Jahr                | Veranstaltung               | Ort              | Platz            | Disziplin        | Weite            |
| Startet für Kuba    | Startet für Kuba            | Startet für Kuba | Startet für Kuba | Startet für Kuba | Startet für Kuba |
| ------------------- | --------------------------- | ---------------- | ---------------- | ---------------- | ---------------- |
| 2014                | U20-Weltmeisterschaften     | Eugene           | 4.               | Dreisprung       | 16,43 m          |
| 2015                | Nordamerikameisterschaften  | San José         | 5.               | Dreisprung       | 16,03 m          |
| 2017                | Weltmeisterschaften         | London           | 7.               | Dreisprung       | 17,13 m          |
| 2018                | Hallenweltmeisterschaften   | Birmingham       | 15.              | Dreisprung       | 15,37 m          |
| 2019                | Panamerikanische Spiele     | Lima             | 3.               | Dreisprung       | 16,83 m          |
| 2019                | Weltmeisterschaften         | Doha             | 24.              | Dreisprung       | 16,41 m          |
| 2021                | Olympische Spiele           | Tokio            |                  | Dreisprung       | DNS              |
| Startet für Italien |                             |                  |                  |                  |                  |
| 2024                | Olympische Spiele           | Paris            | 3.               | Dreisprung       | 17,64 m          |
| 2025                | Halleneuropameisterschaften | Apeldoorn        | 1.               | Dreisprung       | 17,71 m          |
| 2025                | Hallenweltmeisterschaften   | Nanjing          | 1.               | Dreisprung       | 17,80 m          |

## Persönliche Bestleistungen
Freiluft
- Dreisprung: 17,75 m, 2. Juni 2023, Florenz, (italienischer Rekord)
- Weitsprung: 7,40 m, 4. März 2017, Havanna

Halle
- Dreisprung: 17,80 m, 21. März 2025, (italienischer Rekord)